# Джей Александер
Александер Дженкінс (англ. Alexander Jenkins ; народ. 12 квітня 1958, Бронкс, Нью-Йорк), більше відомий як Джей Александер (англ. J. Alexander або Міс Джей (англ. Miss J) — американський ранвей-коуч, модель, відомий завдяки своїй участі в шоу "Топ-модель по-американськи" як тренер подіуму і судді.

## Біографія
Александер народився в Південному Бронксі, Нью-Йорк, у сім'ї Джуліуса та Мері Дженкінс. У підлітковому віці він захопився моделінгом, зустрівши президента Elite Model Management, Монік Піллард. Сама Піллард була настільки вражена його зовнішнім виглядом, що вона прийняла його до своєї агенції. Джей брав участь у показах дизайнера Жана-Поля Готьє у Нью-Йорку. Александер познайомився з Тайрою Бенкс на одному з показів, навіть давав їй уроки ходьби подіумом. Бенкс придумала для нього титул "Королева подіуму".

## Кар'єра
Кар'єра Александера як ранвей-коуча почалася випадково, він вчив моделей ходи прямо за лаштунками шоу. Велику популярність йому принесла робота з Наомі Кемпбелл і Кіморой Лі Сіммонс. Він також працював з Надею Ауерманн, Клаудією Мейсон та Юлією Штегнер.
Після роботи моделлю в Токіо, він зрештою вирішив оселитися в Парижі і з 1991 року допомагає з кастингом і коучингом моделей для відомих дизайнерів і будинків моди, таких як Ерве Леже, Ларс Нільссон, Білл Блас, Валентино, Джон Гальяно, Шанель, Александр Макквін та Ніна Річчі.
Александер мандрує по всьому світу для проведення благодійних заходів, майстер-класів та конкурсів моделей.

### "Топ Модель по Американські"
Александер з'являвся кожного сезону реаліті-шоу «Топ-модель по-американськи» як ранвей-коуч. Він став суддею, починаючи з 5-го сезону. З 14 сезону він був замінений на цій посаді Андре Леоном Теллі. При цьому Александер залишився тренером подіуму шоу і з'явився в багатьох міжнародних версіях шоу, в тому числі і в російській.
Прізвисько Міс Джей прийшло до нього в першому сезоні, завдяки учасниці Робін Меннінг, яка плутала його з Джеєм Мануелем, одного разу вона назвала його Міс Джей, оскільки для ранвею він завжди одягав сукні чи спідниці. З того часу Джея Александера всі називають Міс Джей, а Джея Мануеля відповідно Містер Джей.
20 квітня 2012 року Александер залишив "Топ-модель по-американськи" після 18 сезонів через падіння рейтингів шоу. Александера було звільнено разом із Найджелом Баркером та Мануелем, хоча 14 лютого 2014 року було оголошено, що він повернеться до суддівської колегії на 21 сезон цикл після звільнення Роба Еванса.

## Нагороди та номінації
| Рік  | Нагорода           | Категорія         | Результат |
| ---- | ------------------ | ----------------- | --------- |
| 2009 | Teen Choice Awards | Choice Fab-u-lous | Перемога  |